# Microchilus longiflorus
Microchilus longiflorus är en orkidéart som beskrevs av Paul Ormerod. Microchilus longiflorus ingår i släktet Microchilus och familjen orkidéer. Inga underarter finns listade i Catalogue of Life.